# El Rincón del Comanche
El Rincón del Comanche är en ort i Mexiko.   Den ligger i kommunen Guadalupe y Calvo och delstaten Chihuahua, i den västra delen av landet, 1 100 km nordväst om huvudstaden Mexico City. El Rincón del Comanche ligger 2 269 meter över havet och antalet invånare är 146.
Terrängen runt El Rincón del Comanche är huvudsakligen kuperad, men söderut är den bergig. Runt El Rincón del Comanche är det mycket glesbefolkat, med 6 invånare per kvadratkilometer. Närmaste större samhälle är Mesa de San José, 11,1 km norr om El Rincón del Comanche. I omgivningarna runt El Rincón del Comanche växer huvudsakligen savannskog.